# Вокзал-Городня
Вокза́л-Городня́ (укр. Вокзал-Городня) – село, расположенное на территории Городнянского района Черниговской области (Украина). Расположено в 4 км на восток от райцентра Городни. Население — 636 чел. (на 2023 г.). 
Адрес совета: 15106, Черниговская обл., Городнянский р-он, Городня, ул. Троицкая, 13 , тел. 2-18-08. Ж/д станция — Городня (линия Гомель-Бахмач).